# Deskmodding

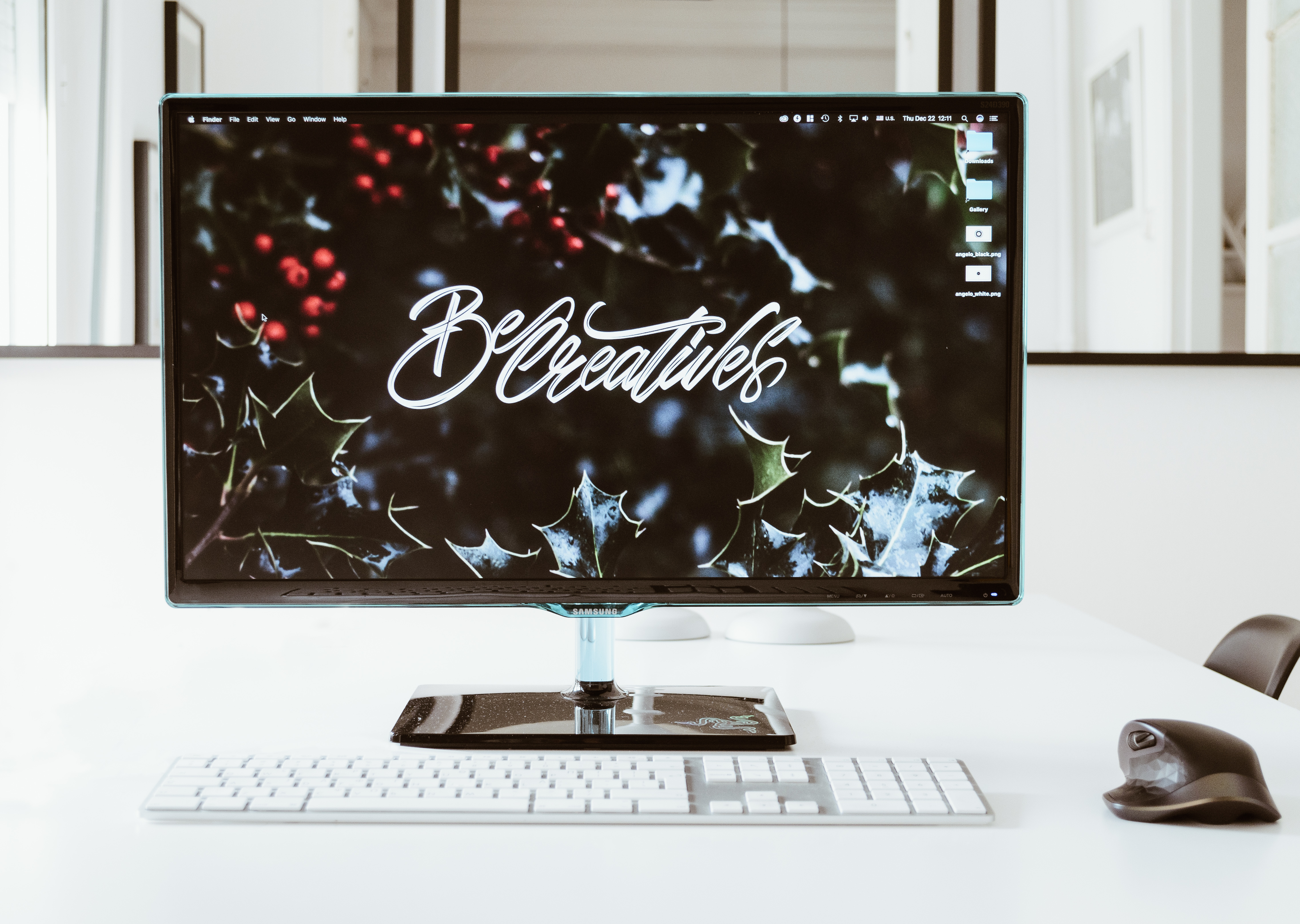
Kreativer Hintergrund

Als Deskmodding oder Desktop Styling bezeichnet man, analog zum Begriff Case Modding, das Verändern, Verschönern oder Verbessern der grafischen Benutzeroberfläche (GUI) des Betriebssystems eines Computers. Der Arbeitsplatz bekommt so ein individuelles Aussehen, aber auch die Ergonomie kann verbessert werden.
Im Internet haben sich viele Communitys gebildet, die sich mit dem Themengebiet Deskmodding / Desktop Styling befassen. Hier finden sich unter anderem Anlaufstellen zum Präsentieren der selbst gestalteten Benutzeroberflächen, Foren zu speziellen Modding-Programmen und auch allgemeine Foren mit dem Ziel, Anfängern einen umfassenden Einblick in die Materie zu geben.

## Hintergrundbild
Deskmodding beginnt mit dem Ändern des Hintergrundbildes (engl. Wallpaper). Dies ist laut einer Untersuchung von Microsoft die unter Windows 7 am meisten genutzte Art, den Desktop zu verändern.

## Visueller Stil
Das Verändern des visuellen Stils (engl. Visual Style, als Bezeichnung für ein Set von Grafiken und/oder Darstellungsparametern) ist bei Microsoft Windows von Haus aus nur eingeschränkt möglich, da das Betriebssystem standardmäßig den Einsatz von Visual Styles verweigert, die nicht von Microsoft digital signiert wurden. Diese Beschränkung kann allerdings durch einen Eingriff in das System aufgehoben werden, der entweder manuell oder unterstützt durch spezielle Programme wie den UXTheme Patch (für Windows XP, Windows Vista, Windows 7, Windows 8, Windows 10, Windows 11) oder TuneUp Utilities (für Windows XP, Windows Vista, Windows 7, Windows 8, Windows 8.1) durchgeführt werden kann.
Der visuelle Stil ist neben dem Wallpaper und den Icons der Grundbaustein beim Verändern des Desktops. So lässt sich mithilfe eines entsprechenden visuellen Stils etwa das Aussehen von anderen Betriebssystemen nachbilden.
Die meisten Desktopumgebungen und Window Manager für Linux bzw. Unix unterstützen von Haus aus (auch fremde) visuelle Stile. Mac OS X bietet keine visuellen Stile an, es gibt aber Programme, die zumindest die Fensterdekoration leicht transparent machen.

## Symbole
Die Symbole (engl. Icons) sind genauso wie der visuelle Stil und das Hintergrundbild ein beliebtes und einfach zu änderndes Element beim Deskmodding.
Dies kann unter Windows zum einen durch einen Rechtsklick auf die betreffende Datei und die Auswahl von „Eigenschaften“ über das Feld „Symbol“ erfolgen, über das eine beliebige *.ico-Symboldatei oder Symbole enthaltende *.exe- oder *.dll-Dateien ausgewählt werden können, zum anderen aber auch mit verschiedenen (teilweise Freeware-)Programmen. Diese Programme tauschen die Icons aus, bieten aber auch eine Funktion zum Wiederherstellen der Original-Windows Icons.
Die Icons können außerdem in einer Windows-Konfigurationsdatei getauscht werden. Diese Datei heißt „Shell32.dll“ und befindet sich je nach Laufwerksbezeichnung unter C:\Windows\system32\. Änderungen in dieser Datei können mit einer Kombination aus drei Programmen (Reshacker, Replacer und Batchmod) vorgenommen werden. Da Änderungen nicht rückgängig gemacht werden können, wird empfohlen, vorher immer eine Sicherungskopie zu erstellen.
Unter Mac OS X können einzelne Icons per „copy and paste“ ersetzt werden. Dazu klickt man das Symbol an, welches man verwenden möchte und klickt auf Ablage → Informationen. In der linken oberen Ecke befindet sich nun das Icon, welches man anklickt und über Bearbeiten → kopieren in die Zwischenablage kopiert. Als Nächstes klickt man das zu ändernde Icon an, geht wieder unter Ablage → Informationen, klickt das linke obere Icon an und tauscht es mit Bearbeiten → Einfügen aus.
Komplette Systemiconsätze können mithilfe von Candybar getauscht werden. Zudem bietet Pixadex eine direkte Verwaltung der Icons ähnlich wie iPhoto für Bilder. Aus Pixadex lassen sich auch Icons direkt in Candybar übernehmen, wodurch man seine eigenen Iconsets erstellen kann.

## Systemklänge
Auch das Austauschen von Systemklängen (engl. Sounds), die etwa beim Starten oder Herunterfahren des Rechners oder bei Warnmeldungen wiedergeben werden, gehört in den Bereich des Deskmoddings.